# طيون شعري
الطيون الشعري (باللاتينية: Inula hirta) نوع نباتي ينتمي إلى جنس الطيون من الفصيلة النجمية.

## الموئل والانتشار
ينتشر هذا النوع في معظم مناطق أوروبا من روسيا شرقًا إلى فرنسا غربًا.

## الوصف النباتي
نبات معمر.